# Uffeln (Adelsgeschlecht)

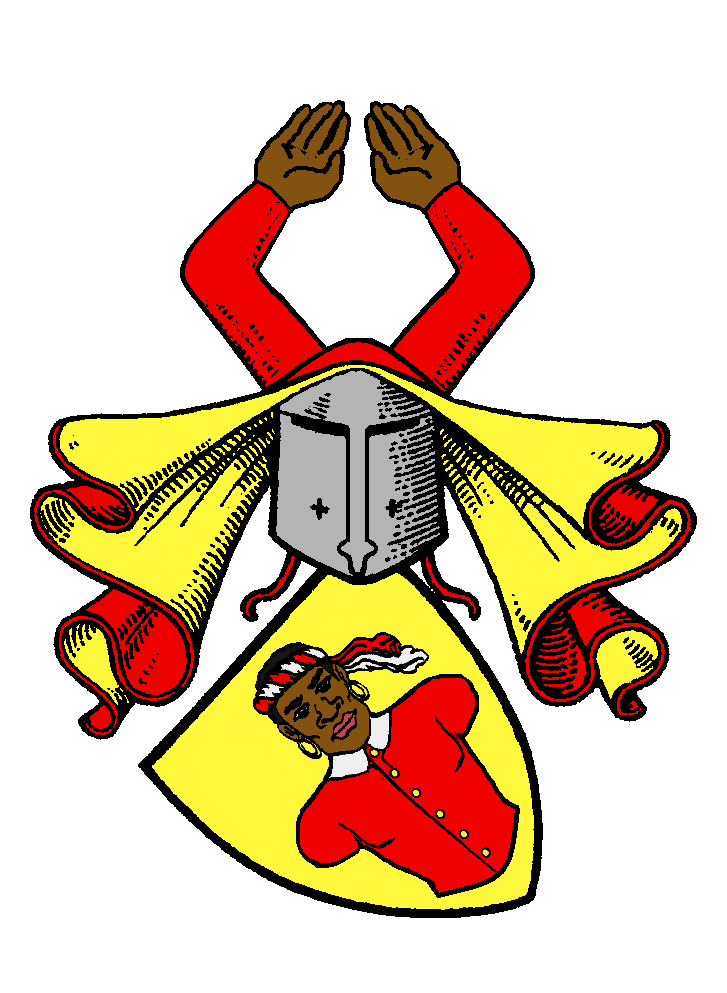
Wappen der hessischen von Uffeln

Uffeln, historisch auch Uffel oder Offeln, die Reichsfreiherrliche Bastard-Linie aber Ufflen, ist der Name eines alten hessischen Adelsgeschlechts mit dem Stammhaus Burguffeln bei Grebenstein.
Drei weitere wappen- und stammesverschiedene jedoch namensgleiche westfälische Geschlechter Uffeln sind bekannt, jedoch bis zum 17. Jahrhundert erloschen. Die 1707 in den schwedischen Adel aufgenommenen Uffeln gehen auf den schwedischen Hofgerichtsassessor und Justizrat in Bremen, Dr. jur. Hermann Johann Uffelmann zurück und sind ebenfalls mit dem nachstehend ausgeführten Geschlecht nicht verwandt. Eine bei Antwerpen ihren Ursprung nehmende Familie van Uffelen trat in Hamburg und im Lauenburgischen um 1700 herum ebenfalls unter dem Namen Uffeln auf. Mit dem Hamburger Bankier und Erbherrn auf Basthorst, Johann Dominicus von Uffeln († 1721) ist auch dieses Geschlecht in Deutschland im Mannesstamm erloschen.
Noch weiterhin kam es in der Literatur häufiger zu Verwechslungen und Vermischungen mit den lippischen von Offen, welche neben dem ähnlichen Familiennamen ebenfalls nach dem Herzogtum Braunschweig Offiziere und Hofbeamte stellten, worin wohl die Ursachen der Fehlschlüsse zu suchen sind.

## Geschichte
Das Geschlecht gehörte wohl im 13. Jahrhundert zur Stadtritterschaft von Hofgeismar. Es erscheint urkundlich erstmals am 3. Februar 1234 mit dem Ritter Arnoldus de Uflon und beginnt seine sichere Stammreihe mit dem landgräflich hessischen Rat Hermann von Uffeln († nach 1368), urkundlich 1356, auf Uffeln und Immenhausen.
Hermann von Uffeln, dessen Familie ihren Stammsitz in Burguffeln hat und bereits im 13. Jahrhundert als "Burgmänner" in Grebenstein und Immenhausen genannt wurde, erwarb umfangreichen Landbesitz in Helpoldessen und Oberhaldessen. Ihren umfangreichen Güterbesitz, der sich dann bis ins 18. Jahrhundert kaum veränderte, können die Uffeln vor allem auf Belehnungen der Landgrafen von Hessen zurückführen. Insbesondere vom 16. bis um das 17. Jahrhundert haben die von Uffeln einige Persönlichkeiten hervorgebracht, die durch ihr Tätigkeitsfeld bei Hofe oder im Felde sowohl in ihrer Gegenwart als auch vor der Nachwelt Beachtung fanden.
Zuerst zu nennen ist Arndt von Uffeln († um 1580), der als hessischer Feldmarschall zu Ansehen und Vermögen kam. Obwohl er selbst keine Kinder hinterließ, bestimmte er die Geschicke und Entwicklung der Familie nachhaltig. Des herzoglich braunschweigischen Rittmeistern und Drosten zu Lauenstein, Hermann von Uffeln († 1605), natürlicher Sohn Johann von Ufflen († 1665), landgräflich hessen-kasselischer Oberst, Geheimer Kriegsrat und Festungskommandant in Kassel wurde mit seinen Söhnen Heinrich von Ufflen (1615–1678), hessen-kasselischer, kurbrandenburgischer Generalmajor, braunschweig-lüneburgischer und dänischer General, und Johann Georg von Ufflen (1619–1690), braunschweig-lüneburgischer General, Erbherr auf Höxter und Borgentreich in Westfalen und Oberkommandant von Hamburg, in Wien 1664 in den Reichsfreiherrnstand gehoben. Heinrichs Sohn Johann Carl von Uffeln († 1716), war ebenfalls hessen-kasselischer General sowie Kommandant von Kassel. Bereits 1729 schieden die Uffeln mit dem Tod von Carl Friedrich von Uffeln aus der Hessischen Ritterschaft aus. Georg Ludwig von Uffeln († 1733) stand als kaiserlicher Feldmarschallleutnant im Reichsheer und war im Königreich Slawonien begütert. Seine postulierte Hebung in den Reichsfreiherrnstand in den 1730er Jahren ist nicht belegt. 1736 ist dann der hessische Urstamm mit dem hessen-kasselischer Obrist, Chef des Regiments Graf Reuß und des Garnisonregiment Köhler, Johann Moritz von Ufflen (1657–1736), im Mannesstamm erloschen.
Bereits zu Beginn des 17. Jahrhunderts hat sich eine Linie nach Thüringen und Sachsen verpflanzt. Im Jahre 1748 vertauschen die sächsischen Uffeln dann ihre ererbten hessischen Güter mit Erbprinz Friedrich, den späteren Landgrafen Friedrich II. und lebten fort an auf ihren Gütern in Sachsen. Zum dortigen Lehnsbesitz gehörte Hainichen, Hardisleben, Hessberg, Kühdorf, Ottenhausen, Roschütz, Schönberg, Settendorf, Trünzig und Zangenberg. Mit dem sächsischen Hof- und Justizrat sowie Dompropst zu Meißen und Naumburg, Hermann Carl von Uffeln († 1853) sind die Uffeln im Mannesstamm endgültig erloschen.

## Wappen
Das Stammwappen zeigt in Gold einen Mohrenkopf in rotem Leibrock mit silbernem Kragen, goldenen Knöpfen und abfliegender silberner Kopfbinde. Auf dem Helm mit rot-silbernen Decken zwei wachsende rot gekleidete Arme.

## Angehörige

### Hessischer Urstamm
- Arndt von Uffeln († 1551), Drost zu Springe, ⚭ 1525 Elisabeth von Haus
  - Arndt von Uffeln, hessischer Feldmarschall, ⚭ Agnese von Gladebeck († 1597)
  - Heinrich von Uffeln († 1584), Drost zu Springe, ⚭ Agnese von Gladebeck († 1597)
    - Curt Heinrich von Uffeln (1582–1633), hessischer Hofmarschall, Obrist und Kriegsrat

  - Hermann von Uffeln († 1605), braunschweigischer Rittmeister und Drost zu Lauenstein, [⚭ NN]; ⚭ 1578 Elisabeth Spiegel zum Desenberg († 1633)
    - Johann von Ufflen († 1665), Stifter der reichsfreiherrlichen Linie Ufflen s.u.
    - Raban Arndt von Uffeln (1579–1621), Obristleutnant der hessen-kasselischen Kavallerie, Pfandherr auf Willershausen und Saurode, ⚭ 1608 Margaretha von Wangenheim (1583–1654)[15]
      - Christian Hermann von Uffeln († 1684), Stifter der sächsischen Linie s.u.

    - Braun Karl von Uffeln († vor 1660), hessischer General-Proviantmeister, Geheimen Rat, Kammermeister und Generalkriegskommissar der hessischen Truppen 1632/49,[16][17] ⚭ Apollonia Elisabeth von Edelkirchen
      - Juliane Elisabeth von Uffeln († 1692), ⚭ 1636 Gottfried von Wallenstein (1607–1662), hessen-kasselischer Geheimer Rat, Hofrichter und Oberhofmarschall in Kassel[18]
      - Hermann von Uffeln (1624–1676), braunschweigischer Obristwachtmeister und Kommandant der Festung Fastenau
        - Curt Plato von Uffeln († nach 1705), Obrist der hessischen Infanterie, Kammerjunker der Prinzessin Sophie Charlotte von Hessen-Kassel

### Reichsfreiherrliche LinieUfflen
- Johann von Ufflen († 1665), hessen-kasselischer Oberst, Führer des Schwarzen Regiments zu Fuß, Herr auf Immenhausen
  - Johann Friedrich von Ufflen († 1647), hessen-kasselischer Obrist[19]
  - Heinrich von Ufflen (1615–1678), hessen-kasselischer Generalwachtmeister, kurbrandenburgischer Generalmajor, braunschweig-lüneburgischer Generalfeldwachtmeister und dänischer General der Kavallerie
    - Johann Carl von Ufflen († 1716), hessen-kasselischer Generalmajor und Kommandant von Kassel
    - Johann Moritz von Ufflen (1657–1736), hessen-kasselischer Obrist, Chef des Regiments Graf Reuß und des Garnisonregiment Köhler

  - Johann Georg von Ufflen (1619–1690), Herr von Höxter und Borgentreich, starb als Kommandant von Hamburg[20][7]
    - (?) Georg Ludwig von Ufflen († 1733), kaiserlicher Feldmarschalleutnant, Inhaber des Kürassier-Regiments Uffeln[21][22][23]

### Sächsische Linie
- Christian Hermann von Uffel († 1684), Erbherr auf Burguffeln und Heldrungen, Pfandinhaber des Amtes Hardisleben, ⚭ 1636 Dorothea Spiegel von und zu Peckelsheim (1614–1677)
  - Georg Friedrich von Uffel (1652–1712), Witthumsrat und Hofmeister in Gotha,[24] ⚭ 1686 Sybille Margaretha von Nischwitz (1661–1698)
    - Christian von Uffel (1687–1748), sachsen-gothaischer, Geheimer Rat, Kammerpräsident, Ober Steuereinnehmer, Dompropst in Naumburg und Direktor der Ritterschaft des Erzgebirgischen Kreises, Erbherr auf Trünzig,[25] ⚭ Henriette Sophia von Einsiedel a.d.H. Lumpzig (1694–1723)
      - Carl August von Uffel (1720–1796), Erbherr auf Trünzig, Settendorf und Sorge, Hainichen und Schönberg, ⚭ 1749 Sophie Charlotte Louise von Heringen (1729–1752)
        - Christian Heinrich August von Uffel (1750–1822), Amtshauptmann und Domherr
        - Hermann Carl von Uffel (1768–1853), sächsischer Hof- und Justizrat sowie Dompropst zu Meißen und Naumburg ††

      - Frederike Charlotte von Uffel, ⚭ 1742 Anton Gerlach von Schwarzenfels (1713–1752), sächsischer Kammergerichtsassessor, Erbherr auf Uhlstadt[26]

    - Carl Friedrich von Uffel (1694–1749), letzter Erbherr auf Burguffeln, hessen-kasselischer Generalmajor